# Maltypus storki
Maltypus storki es una especie de coleóptero de la familia Cantharidae.

## Distribución geográfica
Habita en Brunéi.